# メックエル
メックエル（メケレとも、英語: Mekelle, Mekele、ティグリニャ語: መቐለ/Mäq'älä、アムハラ語: መቀሌ/Mäqälle）は、エチオピア北部のティグレ州の州都。首都アディスアベバから約780 km北に位置する。面積は54.44 km2で、2015年の人口は32万3700人。人口密度は5,946人/km2。

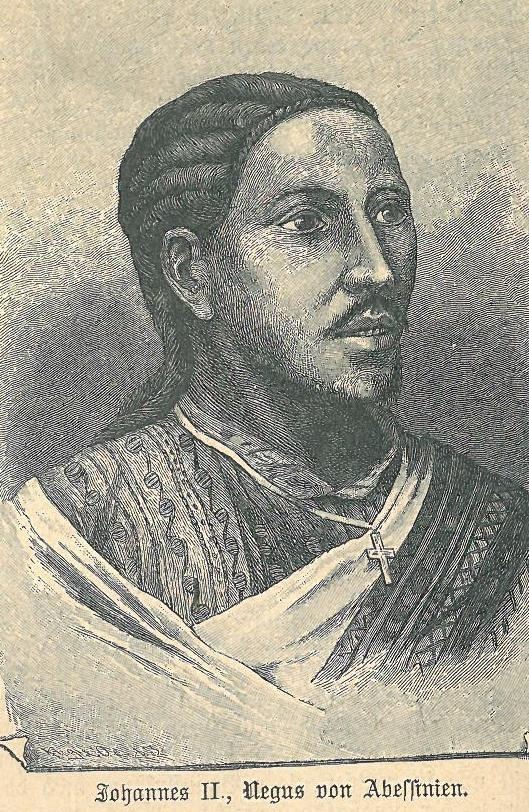
ヨハネス4世

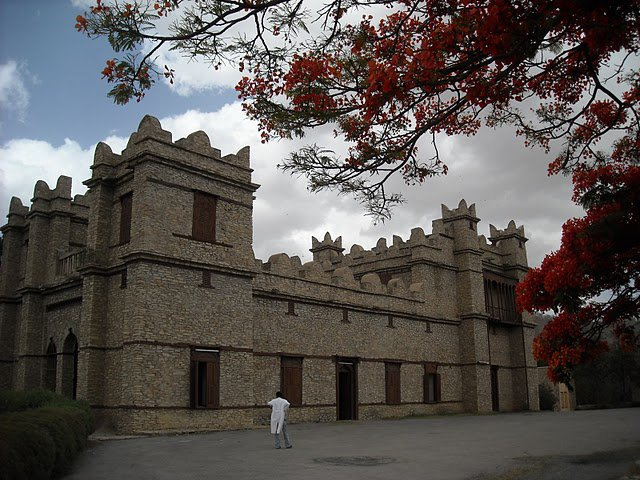
ヨハネス4世が建てた城。アクスム王国の特にドゥングル宮殿の影響が大きい。

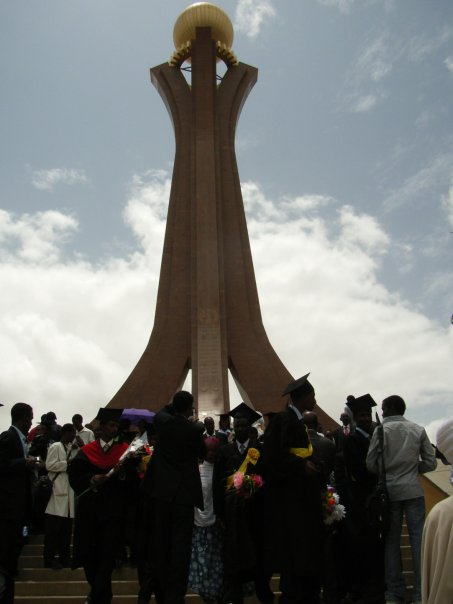
デルグに抵抗した人々の殉職記念碑 (ሓወልቲ ሰማእታት)

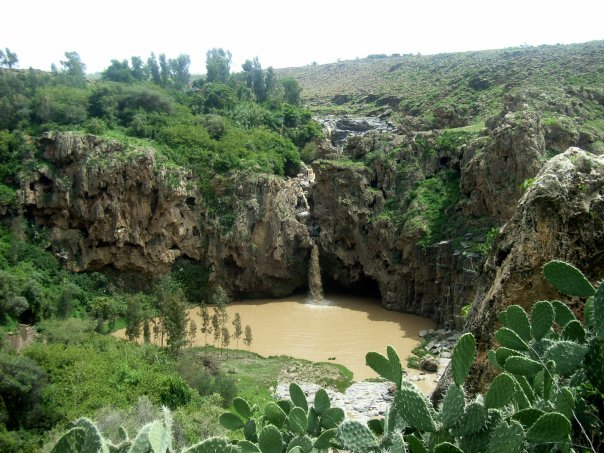
メックエルの6 km北東に位置するロマナトゥ村の南のゲバ川の滝

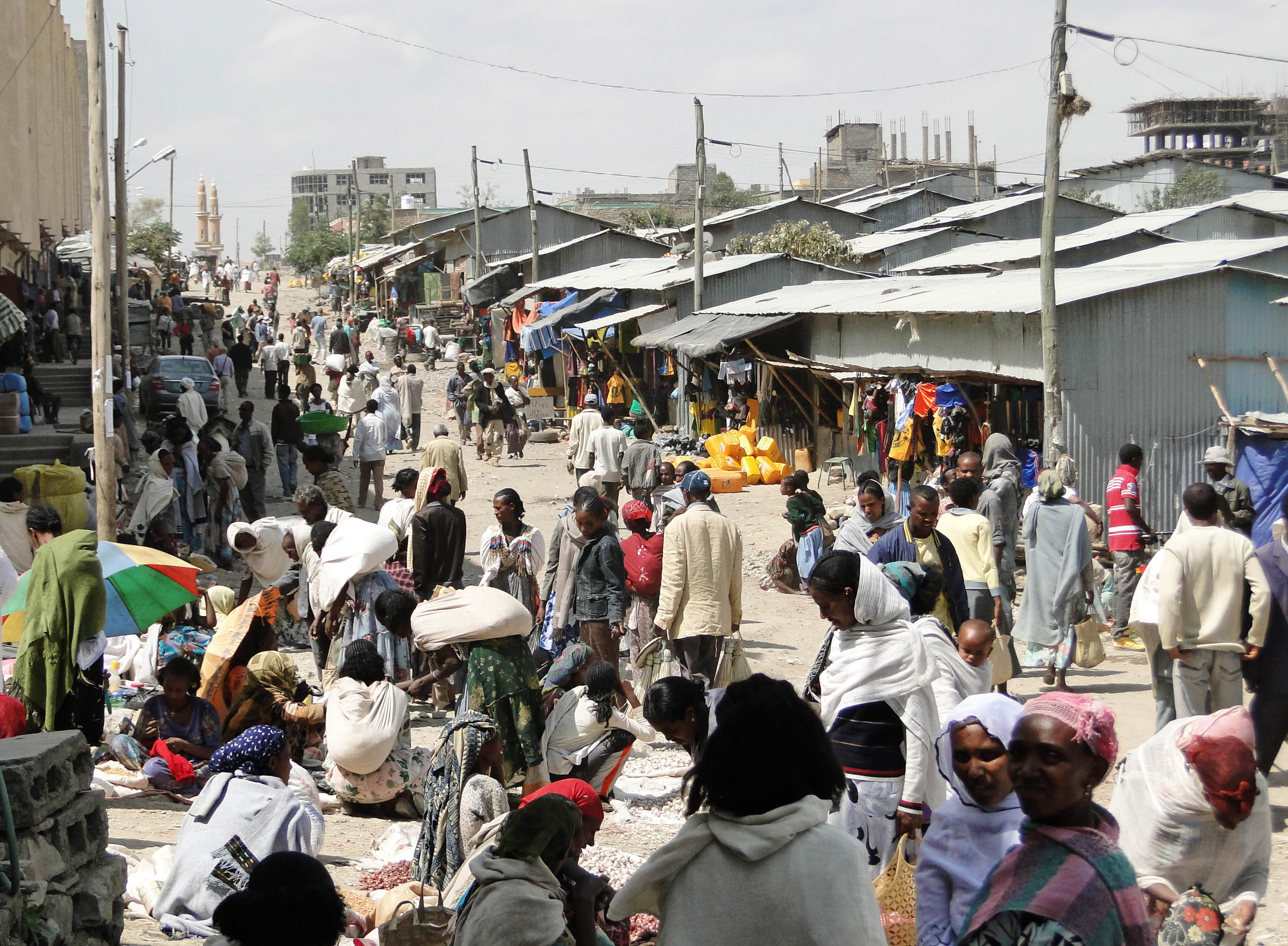
アッディ・ハキ市場

## 歴史
13世紀、メックエルが設立された。
1870年代以降、エンデルタ州の主要都市であった。
1871年、ヨハネス4世 (エチオピア帝国) (ዮሓንስ) が即位し、メックエルに遷都した。
1888年、ヨハネス4世の息子のアラヤ・セラシエ・ヨハネスが、メックエル天然痘によって死亡した。
1889年3月9日、メテンマの戦いでヨハネス4世は戦死した。
これはアブダッラヒ・イブン・ムハンマド (عبدالله بن سيد محمد الخليفة) 率いるスーダンのマフディー軍が、エチオピア帝国に侵攻した戦争である。スーダンが勝利したが、両軍でそれぞれ1万5000人以上が戦死する割に合わないものだった。
1890年2月23日、後継者のメネリク2世 (ዳግማዊ ምኒልክ) がメックエルに帰還した。
1895年後半、第一次エチオピア戦争の中でイタリアがメックエルを占領した。
これは、イタリア王国がエチオピア帝国を植民地化する為の戦争である。
1896年1月、メックエルの戦いでエチオピア帝国が勝利した結果、イタリア王国軍は降伏し、途中まで造った要塞を引き渡した。
1902年 - 1904年の間に、イタリアはアスマラ - アディスアベバに電話線を引いた。
メックエルにも交換所が置かれた。
1935年10月3日、第二次エチオピア戦争が開戦した。これは、第一次エチオピア戦争と同じくイタリア王国がエチオピア帝国を植民地化する為の戦争である。
11月8日、エミーリオ・デ・ボーノ (Emilio De Bono) 将軍がメックエルを占領した。
1936年5月9日、イタリア王国がエチオピア帝国が滅ぼし、イタリア領東アフリカを建国した。
1941年、イギリスがイタリア領東アフリカを滅ぼし、ハイレ・セラシエ1世 が再びエチオピア帝国を建国した。
1943年9月、ハイレ・セラシエ1世 (ቀዳማዊ ኃይለ ሥላሴ) に対し、ウォヤネの反乱が発生した。反乱軍はメックエルと周辺部、ティグレ州南部を占領した。9月17日にはアスマラ - アディスアベバの高速道路を封鎖した。数日後、皇帝軍は要塞から撤退した。
1943年10月14日までに、皇帝が率いるイギリス空軍がメックエルを激しく空爆し、反乱を鎮圧し、街を取り返した。メックエルは完全に破壊され、後に反乱に因んで「ウォラネ」と改名された。現在も、この空爆によって殺害された人々を偲ぶ記念碑が市場に設置されている。
1957年、国内に9つしか無い州立中学校の1つが建てられた。
1958年、国内に27か所しか無い第1級都市に選ばれた。
1974年9月11日、エチオピア内戦の中で、デルグ (軍部調整委員会) がエチオピア帝国を滅ぼし、エチオピア人民民主共和国を建国した。9月12日、ハイレ・セラシエ1世は処刑された。
1983年 - 1985年、エチオピア飢餓 (1983 - 85年)の中で、メックエル周辺に7つの「飢餓キャンプ」が設置された。7万5000人の難民がそこで暮らし、毎日50 - 60人が餓死した。
1986年2月、ティグレ人民解放戦線がメックエルの刑務所から1800人の囚人を解放した。
1988年2月25日以降の戦闘で、ティグレ人民解放戦線はマイチューとコレムを中心に、デセとメックエルを結ぶ道路の各地を占領した。6月までに、ティグレ人民解放戦線はメックエルの半径15 km圏内を除きティグレ州を全て占領した。6月4日 - 6月5日、政府軍はメックエル周辺の幾つかの村を焼き払った。
1989年2月25日、ティグレ人民解放戦線が政府軍を倒し、メックエルを占領した。
1991年5月、クーデターによってエチオピア人民民主共和国は滅び、エチオピア連邦民主共和国が建国された。16年間独裁政治を行ったメンギスツ・ハイレ・マリアム (መንግስቱ ኃይለ ማርያም) は亡命した。
1998年5月6日、エチオピア・エリトリア国境紛争が開戦した。6月5日、エリトリア空軍がメックエルの学校を空爆し、12人を殺害した。
2000年6月18日、停戦が成立した。7月31日、国際連合エチオピア・エリトリア派遣団 (UNMEE) の本部がメックエルに設置された。
2002年12月29日、エチオピア正教会と再臨待望運動の間で衝突が起きた。警察が介入し、5人が殺害された。
2008年7月31日、国際連合エチオピア・エリトリア派遣団が活動を終了した。エリトリアとは現在も緊張が続いている。
2015年2月、中国の企業によってメックエルを首都アディスアベバやジブチと結ぶためのウェルディヤ・メックエル鉄道の建設が開始された。
2020年11月5日、エチオピア政府軍とティグレ人民解放戦線（TPLF）との間で戦闘が拡大（ティグレ紛争）。同年11月26日、政府側は解放戦線に対して最終攻勢に乗り出すことを宣言。同年11月28日までに連邦政府軍がメックエルを奪取して戦闘終了を宣言した。エチオピアは市内への移動や通信を制限、難民危機や人道被害が懸念される状況になったことから、12月には赤十字国際委員会がメックエルに向け医薬品や医療機器などの救援物資を送り届けた。2021年、TPLF側は反攻に乗り出し、同年6月までにメックエルを奪還。エチオピア政府軍は撤退した。

## 気候
メックエルはサバナ気候に属する。
| メックエルの気候       | メックエルの気候 | メックエルの気候 | メックエルの気候 | メックエルの気候 | メックエルの気候 | メックエルの気候 | メックエルの気候 | メックエルの気候 | メックエルの気候 | メックエルの気候 | メックエルの気候 | メックエルの気候 | メックエルの気候 |
| 月                     | 1月              | 2月              | 3月              | 4月              | 5月              | 6月              | 7月              | 8月              | 9月              | 10月             | 11月             | 12月             | 年               |
| ---------------------- | ---------------- | ---------------- | ---------------- | ---------------- | ---------------- | ---------------- | ---------------- | ---------------- | ---------------- | ---------------- | ---------------- | ---------------- | ---------------- |
| 平均最高気温 °C （°F） | 23 (73)          | 24 (75)          | 25 (77)          | 26 (79)          | 27 (81)          | 27 (81)          | 23 (73)          | 23 (73)          | 25 (77)          | 24 (75)          | 23 (73)          | 22 (72)          | 24.3 (75.8)      |
| 平均最低気温 °C （°F） | 16 (61)          | 17 (63)          | 18 (64)          | 19 (66)          | 20 (68)          | 20 (68)          | 18 (64)          | 17 (63)          | 18 (64)          | 17 (63)          | 16 (61)          | 15 (59)          | 17.6 (63.7)      |
| 降水量 mm （inch）     | 36 (1.4)         | 10 (0.4)         | 30 (1)           | 46 (1.8)         | 36 (1.4)         | 30 (1.2)         | 201 (7.9)        | 216 (8.5)        | 36 (1.4)         | 10 (0.4)         | 30 (1)           | 41 (1.6)         | 722 (28)         |
| 出典：Weatherbase      |                  |                  |                  |                  |                  |                  |                  |                  |                  |                  |                  |                  |                  |

## 人口
- 1984年5月9日：6万1583人
- 1994年10月11日：9万6938人 (男性：4万5729人、女性：5万1209人)
- 2007年5月28日：21万5914人
- 2015年7月1日：32万3700人[10]

## 民族
- ティグレ人：96.2%
- アムハラ人：2.26%
- その他：1.54%

## 言語
- ティグリニャ語：95.55%
- アムハラ語：3.18%
- その他：1.27%

## 宗教
- エチオピア正教：92.68%
- イスラム教：6.03%[11]
- その他：1.29%

## その他の指標
- 識字率：51.75% (県平均より15.71%高い)
- 小学校進学率 (7 - 12歳)：91.11%
- 中学校進学率 (13 - 14歳)：17.73%
- 高校進学率 (15 - 18歳)：52.13%
- 都市部の上水道普及率：88%
- 都市部の下水道普及率：51%[12]

## 交通

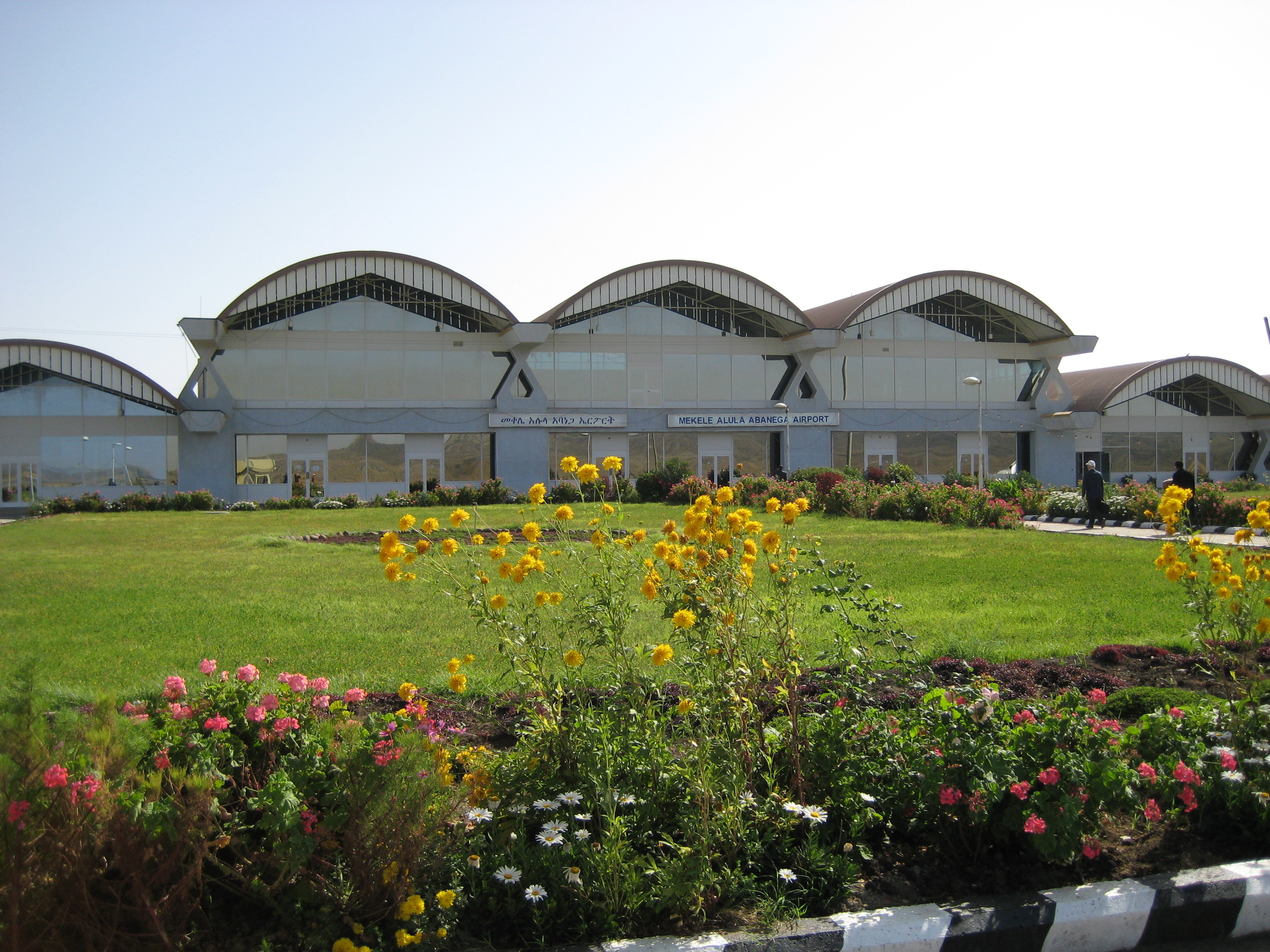
アルラ・アバ・ネガ空港

- アルラ・アバ・ネガ空港（英語版）

## 教育
ネジャシ・エチオピア・トルコ国際学校メックエル分校
- クロシス大学（英語版）
- メックエル大学（英語版）

## 姉妹都市
- ラムラ (רַמְלָה) (イスラエル・中央地区中心都市)
- バイブルト (Bayburt) (トルコ・黒海地方・バイブルト県県都)
- ヴィッテン (Witten) (ドイツ・ノルトライン＝ヴェストファーレン州・アルンスベルク行政管区・エンネペ・ルール郡（英語版）最大都市)